# Nathanael Greene
Nathanael Greene (27 tháng 7 năm 1742 – 19 tháng 6 năm 1786)là một tướng lĩnh mang cấp bậc 2 sao (major general) của quân đội thuộc địa trong chiến tranh giành độc lập Hoa Kỳ. Khi bắt đầu chiến tranh, Greene chỉ mang cấp bậc binh nhì, gần như là cấp bậc thấp nhất. Trong chiến tranh, Greene được biết đến với danh tiếng là chỉ huy độc lập và xuất chúng nhất của G.Washington. Nhiều nơi ở Hoa Kỳ được đặt theo tên ông.

## Trước chiến tranh
Là con trai của một nông dân phái giáo hữu và một thợ rèn, cũng tên là Nathanael, Greene sinh ra ở Potowomut trong một khu vực hành chính của hạt Warwick, Rhode Island vào ngày 27 tháng 7 năm 1742. Mẹ của Greene, Mary Mott, là người vợ thứ hai của cha ông. Dù bị cha ngăn cản, Greene vẫn tự học, với những môn học đặc biệt như toán, lịch sử chiến lược chiến tranh và luật.
Ohio